# 茅蜩橋
茅蜩橋（ひぐらしばし）は、富山県小矢部市の小矢部川に架かる国道8号小矢部バイパスの橋梁である。1980年（昭和55年）5月25日に着工し、1984年（昭和59年）8月20日に完成し、同年12月6日の小矢部バイパス芹川 - 西中野間の供用開始に伴い開通した。

## 橋データ
- 左岸 - 富山県小矢部市西中野
- 右岸 - 富山県小矢部市坂又
- 路線名 - 一般国道8号
- 上部工形式 - PC桁橋[4]
- 橋長 -200.2 m[4]
- 幅員 - 12.155 m[5]（暫定2車線時）/25.5 m[4]（4車線完成時）
- 車線数 - 暫定2車線（完成4車線）

橋の名前は、当時の小矢部市長で建設促進期成同盟会長でもあった松本正雄が命名したものであるが、由来は小矢部市域は辟田川（子撫川）の鵜飼の歌をはじめ越中万葉との由縁が深いので、万葉集巻17の歌『茅蜩の 鳴きぬる時は 女郎花 咲きたる野辺を 行きつつ見べし』からとられた。さらに松本正雄は、橋の竣工を祝し感謝と祈りを込め、表に『やきたちの となみの山河 越えゆかむ その名もゆかし ひぐらしという』、裏に『恵澤悠久』と自然石に刻した歌碑を建立している。

## 4車線化事業
左岸付近には2015年（平成27年）7月16日に三井アウトレットパーク北陸小矢部が開業しており、同施設開業後は交通量が開業前の99 %増となった。2014年度（平成26年度）から交通量増加に対応するため芹川 - 桜町間の4車線化事業に着手しているが、前述の交通量増加を受け、2017年度（平成29年度）からは、茅蜩橋の4車線化事業に着手している。
2023年（令和5年）12月7日午前11時より、下流側に新たに架けられた橋が高岡方面の橋として走行車線に限り供用を開始する。